# 马克斯·普朗克核物理研究所
马克斯·普朗克核物理研究所（德語：Max-Planck-Institut für Kernphysik）是马克斯·普朗克学会下属的一所研究机构，位于海德堡，主要从事粒子天体物理学和量子动力学的研究。